# Grote witte buisjesspons
Grote witte buisjesspons (Leucosolenia somesii) is een sponssoort in de taxonomische indeling van de kalksponzen (Calcarea). De spons leeft in de zee en zijn steencel bestaat uit calciumcarbonaat. De spons behoort tot het geslacht Leucosolenia en behoort tot de familie Leucosoleniidae. De wetenschappelijke naam van de soort werd voor het eerst geldig gepubliceerd in 1874 door James Scott Bowerbank als Leuconia somesii.

## Beschrijving
Grote witte buisjesspons vormt een stelsel van gevlochten, witte of iets doorschijnende, veelvuldig vertakkende buisjes en kan meer dan 20 cm lang worden. De zachte buisjes, met een diameter tot circa 8 mm, zijn plat van vorm. Ze groeien aan ander substraat, vaak hangend in het water.

## Verspreiding en leefgebied
Deze kalkspons komt waarschijnlijk van nature voor in de Noord-Europese zoute wateren. In Nederland wordt deze soort sporadisch aangetroffen in de Oosterschelde en in de jachthavens van Vlieland en Terschelling. Vermoed wordt dat de soort via import en uitzetten van mossels en/of oesters uit andere delen van Europa in de Oosterschelde is terechtgekomen of zich via scheepsrompen heeft verspreid.